# Trystan Gravelle
Trystan Gravelle est un acteur britannique né le 4 mai 1981 à Trimsaran au pays de Galles.

## Biographie
Trystan Gravelle est né le 4 mai 1981 à Trimsaran, pays de Galles.
Il a étudié à la Royal Academy of Dramatic Art, à Londres.

## Carrière
Il débute en 2004 avec un rôle de figuration dans A Way of Life d'Amma Asante et la série Chosen.
En 2011, il aux côtés de Rhys Ifans et Vanessa Redgrave dans le long métrage Anonymous de Roland Emmerich.
En 2013, il joue dans le film Un incroyable talent et rejoint le casting de la série Mr Selfridge, jusqu'en 2016.
En 2017, il est présent dans Jersey Affair. L'année suivante, il joue dans The Terror et A Discovery of Witches, où il reste jusqu'en 2021.
En 2022, il est au casting de la série Le Seigneur des anneaux : Les Anneaux de pouvoir.

## Filmographie

### Cinéma

#### Longs métrages
- 2004 : A Way of Life d'Amma Asante : Un étudiant
- 2011 : Anonymous de Roland Emmerich : Christopher Marlowe
- 2011 : Stella Days de Thaddeus O'Sullivan : Tim Lynch
- 2013 : Un incroyable talent (One Chance) de David Frankel : Matthew
- 2015 : Just Jim de Craig Roberts : John
- 2017 : Jersey Affair de Michael Pearce : Clifford
- 2017 : Making Noise Quietly de Dominic Dromgoole : Alan

#### Courts métrages
- 2016 : The Complete Walk : King John de Michelle Terry : Hubert

### Télévision
- 2004 : Chosen : David Glennister-Bowen
- 2013 : Jo : Jacques
- 2013 - 2016 : Mr Selfridge : Victor Colleano
- 2014 : The Assets : John P
- 2014 : Utopia : Tom
- 2016 : The Aliens : Fabien
- 2016 : Monstre sacré (National Treasure) : Paul jeune
- 2017 : Gap Year : Eugene
- 2018 : The Terror : Henry Collins
- 2018 - 2021 : A Discovery of Witches : Baldwin Montclair
- 2019 : Britannia : Derog
- 2019 : Baptiste : Greg
- 2020 : Quiz : Adrian Pollock
- 2020 : Trying : Lloyd
- 2020 : Exile : Matthew Hargreaves
- 2022 : Le Seigneur des anneaux : Les Anneaux de pouvoir (The Lord of the Rings : The Rings of Power) : Ar-Pharazôn